# Mark Smeaton
Mark Smeaton, född 1512, död 1536, var en engelsk musiker. 
Han var anställd som musiker vid Henrik VIII:s hov. 
Han tillhörde de män som greps och anklagades för äktenskapsbrott med drottning Anne Boleyn år 1536, tillsammans med George Boleyn, Viscount Rochford, Henry Norris, Francis Weston och William Brereton. 